# Los Guindos
Los Guindos, también llamado Selene, es un barrio litoral perteneciente al distrito Carretera de Cádiz de la ciudad andaluza de Málaga, España. Según la delimitación oficial del ayuntamiento, limita al norte con los barrios de Santa Paula y San Carlos; al sur, con el polígono industrial La Térmica y el barrio de Almudena; al oeste, con el polígono industrial Los Guindos y Puerta Blanca; y al este con el mar.
El conjunto residencial del barrio fue construido mediante el Plan Parcial Guindos entre 1979 y 1982, en unos terrenos que ocupaba la antigua fábrica de hierros de la Compañía Minero Metalúrgica Los Guindos, de la que solo permanece en pie la chimenea de la fábrica.
En este barrio se encuentra el Centro cívico provincial.

## Transporte
En autobús queda conectado mediante las siguientes líneas de la EMT: 
| Línea | Trayecto                         | Recorrido | Frecuencia    |
| ----- | -------------------------------- | --------- | ------------- |
| 3     | Paseo del Parque - Puerta Blanca | Recorrido | 8 minutos     |
| 15    | La Virreina - Santa Paula        | Recorrido | 11-12 minutos |
| 16    | Paseo del Parque - La Térmica    | Recorrido | 12-13 minutos |